# 蒂涅 (曼恩-卢瓦尔省)
蒂涅（法語：Tigné，法語發音：[tiɲe] ⓘ）是法国曼恩-卢瓦尔省的一个旧市镇，属于索米尔区。2016年1月1日，蒂涅和相邻的6个市镇合并为新市镇利斯-上莱永（Lys-Haut-Layon）。

## 地理
蒂涅（47°12'2"N, 0°25'42"W）面积16.78 平方千米，位于法国卢瓦尔河地区大区曼恩-卢瓦尔省，该省份为法国西部内陆省份，大致对应安茹地区，北起顺时针与马耶讷省、萨尔特省、安德尔-卢瓦尔省、维埃纳省、德塞夫勒省、旺代省、大西洋卢瓦尔省和伊勒-维莱讷省接壤。
与蒂涅接壤的市镇（或旧市镇、城区）包括：莱永河畔欧比涅、塞尔尼松、拉福斯德蒂涅、马蒂涅布里扬、蒙蒂耶、莱永河畔圣乔治。
蒂涅的时区为UTC+01:00、UTC+02:00（夏令时）。

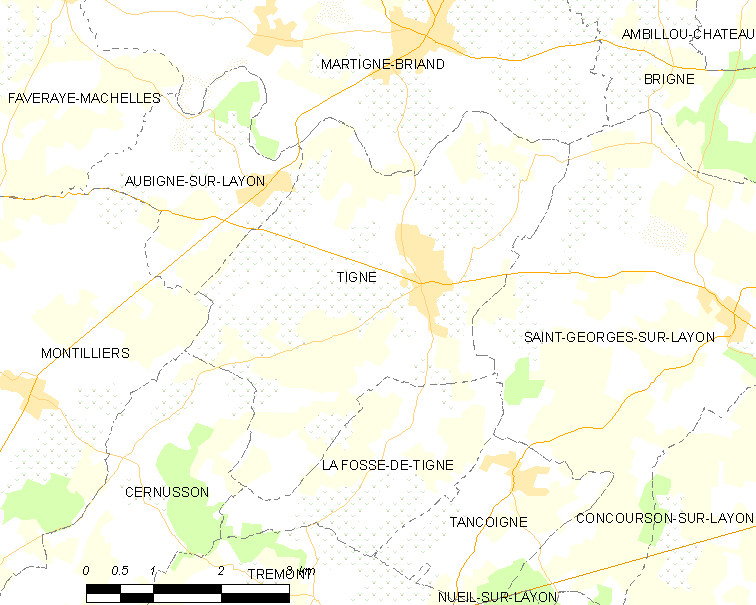
蒂涅的OSM定位图

## 行政
蒂涅的邮政编码为49540，INSEE市镇编码为49348。

## 政治
蒂涅所属的省级选区为绍莱第二县。

## 人口

1962-2008年间蒂涅人口变化图示

蒂涅于2018年1月1日时的人口数量为731人。